# Alaska Air Group

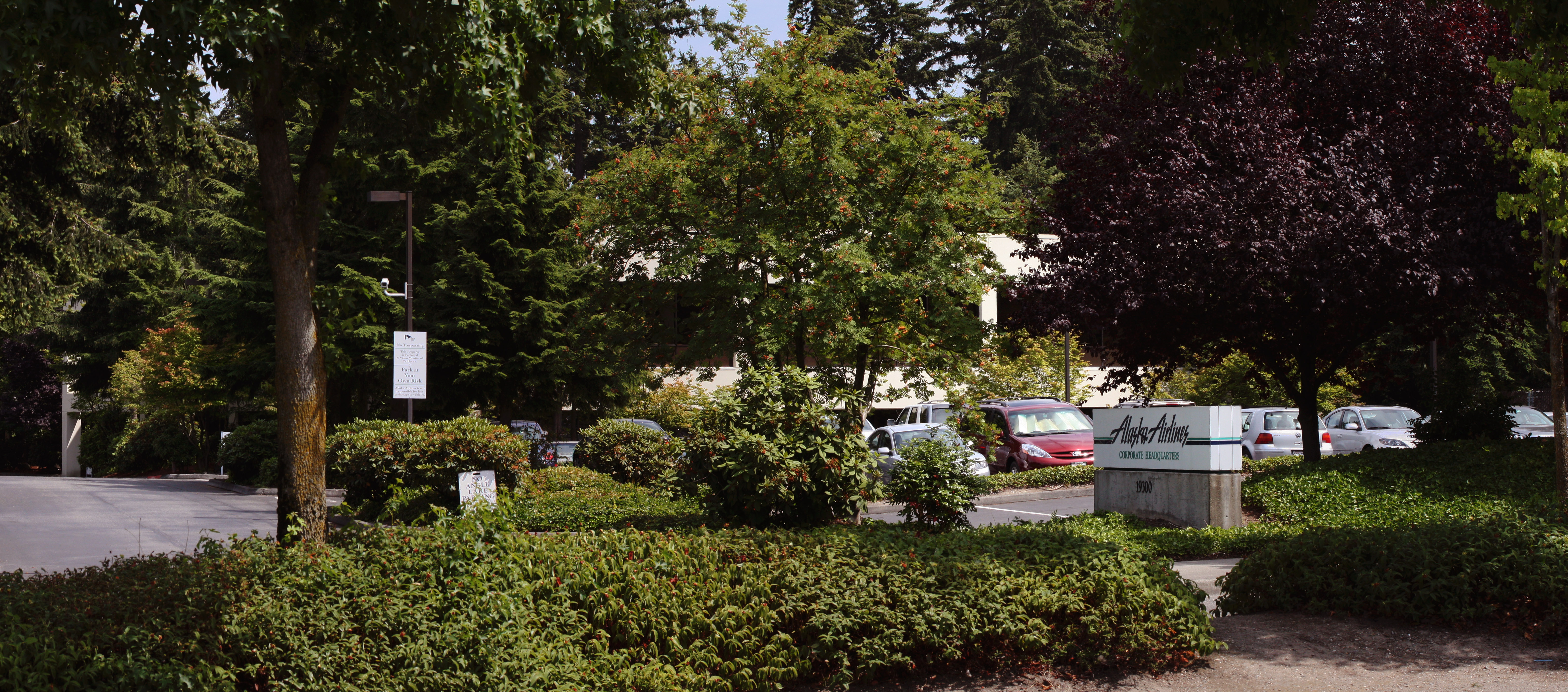
Штаб-квартира холдинга Alaska Air Group

Alaska Air Group Inc. (NYSE: ALK) — американский авиационный холдинг со штаб-квартирой в Ситэке, пригород Сиэтла (Вашингтон), владеющий двумя сертифицированными коммерческими авиаперевозчиками: магистральной авиакомпанией Alaska Airlines и региональной авиакомпанией Horizon Air.

## История
Холдинг был образован в 1985 году на базе авиаперевозчика Alaska Airlines, а год спустя приобрёл авиакомпанию местного значения Jet America Airlines и работающую на рынке воздушных перевозок штата Аляска Horizon Air, при этом в течение 1987 года все рабочие и служащие Jet America Airlines были переведены в штат магистральной Alaska Airlines. Холдинг не имеет никакого отношения к образовавшейся в 2007 году авиакомпании JetAmerica
По состоянию на конец 2007 года число работников авиахолдинга Alaska Air Group составляло 9866 человек, в течение следующих двух лет штат работников сокращался в связи с общими кризисными явлениями в индустрии коммерческих авиаперевозок. К настоящему времени точное число работающих в Alaska Air Group официально не публиковалось.
Магистральная компания Alaska Airlines эксплуатирует воздушный флот из самолётов Boeing 737 с количеством пассажирских мест до 172 единиц, регионал Horizon Air использует самолёты канадской фирмы Bombardier, рассчитанные на максимум в 76 пассажирских кресел.
4 апреля 2016 года появилась информация о покупке Virgin America  за 4 млрд.$, это позволит увеличить маршрутную сеть до 1200 ежедневных маршрутов. Сделка планируется на начало 2017 года.

## Акционеры
По состоянию на 2017 большинство акций Alaska Air Group находятся у институциональных инвесторов (T. Rowe Price, The Vanguard Group и других).

## Флот
По состоянию на ноябрь 2009 года в ведении холдинга Alaska Air Group находился воздушный флот из 157 самолётов, что по объёму сопоставимо с другим авиационным холдингом США AirTran Holdings.